# Sarcophaga kitaharai
Sarcophaga kitaharai är en tvåvingeart som beskrevs av Miyazaki 1958. Sarcophaga kitaharai ingår i släktet Sarcophaga och familjen köttflugor. Inga underarter finns listade i Catalogue of Life.